# حزب القوات المواطنة
حزب القوات المواطنة هو حزب سياسي في المغرب. حصل الحزب في الانتخابات البرلمانية في 27 سبتمبر 2002 على مقعدين في البرلمان المغربي. تأسس الحزب في نوفمبر 2001 على يد عبد الرحيم الحجوجي بمعية أعضاء آخرين.
وافق الحزب عام 2005، على أن يكون جزءا من الائتلاف المكون لحزب العدالة والتنمية بترأس من السيد عبد الرحيم الحجوجي العلمي، الرئيس السابق للاتحاد العام لمقاولات المغرب (CGEM).

## مصدر
- أدرار> ورقة تعريف ورمز حزب القوات المواطنة